# ヒドロキシル化
ヒドロキシル化（ヒドロキシルか、英: hydroxylation、現IUPAC名称にならうとヒドロキシ化）は、有機化合物に酸化あるいは置換反応させながら1つ以上のヒドロキシ基（ヒドロキシル基）を導入する反応である。生化学では、酸化還元酵素の一つであるヒドロキシラーゼによって容易に起こる。

## タンパク質のヒドロキシル化

ヒドロキシプロリン

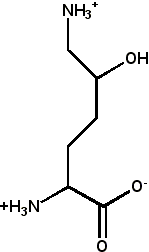
ヒドロキシリシン

プロリンのヒドロキシル化はタンパク質において重要で、Cγ原子に起こり、ヒドロキシプロリンとなる。これは、コラーゲンの架橋結合にとって必須要素である。プロリンのヒドロキシル化反応は、低酸素誘導因子(英:HIFs)にとっても必要不可欠な反応である。また、プロリンのヒドロキシル化反応がCβで起こる場合もある。リシンにヒドロキル化反応が起こると、C5の位置で反応し、ヒドロキシリシンとなる。
これら3つの反応は、プロリル 4-ヒドロキシラーゼ、プロリル 3-ヒドロキシラーゼ、リシル 5-ヒドロキシラーゼの3つの酵素を活性化させる。これらの反応は酸化を実行させるために補因子に鉄（または、酸素分子・α-ケトグルタル酸塩）を必要とする。また、酸化された酵素活性中心である鉄の還元にはアスコルビン酸（ビタミンC）が使われる。アスコルビン酸塩の欠乏は、プロリンのヒドロキシル化反応の不足に繋がり、不完全なコラーゲンが生成する。これは壊血病として症状が現れる。
柑橘類はビタミンCを豊富に含んでいるため、昔、イギリスの船員達には遠洋航海のとき、壊血病予防のためにライムが与えられていた。そのため、イギリス海軍の水兵はライミーズと呼ばれるようになった。